# Kobyli Stawek
Kobyli Stawek (słow. Kobylie pliesko, niem. Kolbenheyersee, węg. Kolbenheyer-tó) – stawek znajdujący się na wysokości ok. 1737 m n.p.m. w Dolince Kobylej (odnoga Doliny Koprowej), w słowackich Tatrach Wysokich. Pomiary pracowników TANAP-u z lat 1961–1967 wykazują, że ma on 0,3 ha powierzchni, wymiary 85 × 62 m i głębokość ok. 1 m. Wcześniejsze pomiary Józefa Szaflarskiego podają, że jego powierzchnia to 0,155 ha, wymiary 56 × 37 m i głębokość ok. 0,7 m.
Kobyli Stawek jest jedynym zbiornikiem wodnym w Dolince Kobylej. Około 200 m na zachód od niego przechodzi zielono znakowany szlak turystyczny biegnący Doliną Koprową na przełęcz Zawory. Nieopodal stawku przepływa niewielki potok zwany Kobylą Wodą, który jest jedynym ciekiem wodnym odwadniającym Dolinkę Kobylą.
Nazwa Kobylego Stawku związana jest prawdopodobnie z wypasem kobył, który dawniej mógł mieć miejsce w jego okolicach. Nazwa stawku jest starsza od nazwy doliny, jej nazwa pochodzi właśnie od niego. Jak podaje Jerzy Młodziejowski, ok. 1930 w okolicy stawku wypasano „siwe woły liptowskie podzwaniające wielkimi spiżowcami”. Niemieckie i węgierskie nazewnictwo zostało nadane na cześć Karla Kolbenheyera, który był autorem jednego z pierwszych niemieckich przewodników po Tatrach.